# Aufzeichnungen aus der Unterwelt
Aufzeichnungen aus der Unterwelt (englischer Festivaltitel Notes from the Underworld) ist ein österreichischer Dokumentarfilm unter der Regie von Tizza Covi und Rainer Frimmel. Der Film feierte am 23. Februar 2020 auf der Berlinale Weltpremiere und lief dort in der Sektion Panorama Dokumente.

## Handlung
Der legendäre Wienerlied-Sänger Kurt Girk und Alois Schmutzer, genannt der König der Wiener Unterwelt, erzählen von ihrem Leben in der Wiener Unterwelt der 1960er Jahre. Für dieses wurden sie schließlich in einem umstrittenen Prozess wegen ihrer Verbindungen zum illegalen Kartenspiel Stoß zu langen Gefängnisstrafen verurteilt.
In ruhigen Schwarz-Weiß-Bildern erzählen die charismatischen Protagonisten über diese Zeit aus ihrer persönlichen Perspektive. In Gasthäusern und kargen Räumen sitzen die beiden am Tisch und teilen Erinnerungen an ihre Kindheit in den Kriegsjahren und an die Nachkriegszeit, als sie berühmt-berüchtigt waren. Auch einige ehemalige Weggefährten und Gegenspieler steuern Anekdoten bei. Bildquellen aus dem ORF-Archiv und dem privaten Fotoalbum zeigen, dass es sich nicht um Fiktion handelt. Das Publikum sieht eine inoffizielle Version von Stadtgeschichte, erzählt von ihren ehemaligen Helden, ohne moralisches Urteil oder Verklärung: Schießereien, Spielschulden und unglaubliche Zustände im Gefängnis und im Gerichtssaal, vermittelt als Oral History, die den Zuschauern Respekt vor der Unerschrockenheit der beiden Protagonisten nahelegt.
Tizza Covi und Rainer Frimmel stoßen den Erzählfluss mit wenigen, präzisen Fragen an. Der Film zeigt einen Ausschnitt aus der österreichischen Nachkriegsgeschichte. Dabei konzentriert er sich auf die 1960er Jahre und füllt inhaltlich eine Lücke.

## Produktion
Regie führten Tizza Covi und Rainer Frimmel, von dem auch das Konzept des Filmes stammt und der die Kamera führte. Alternativen für den Titel waren Stoß und Die Wiener Unterwelt und was es sonst nie gegeben hat.
Die Musik interpretiert Kurt Girk, Tizza Covi war für den Filmschnitt verantwortlich.
Produzenten waren Tizza Covi und Rainer Frimmel, die Produktion übernahm ihre eigene Filmfirma Vento Film. Gedreht wurde an 30 Drehtagen zwischen April 2017 und Oktober 2018 in Wien. Gefördert wurde Aufzeichnungen aus der Unterwelt vom Österreichischen Filminstitut mit 160.095 €, was 55 % der Gesamtherstellungskosten entspricht, Wien Kultur und dem Amt für Kultur der Provinz Bozen (Südtirol).
Der Film feierte im Februar 2020 auf der Berlinale Weltpremiere und lief dort in der Sektion Panorama Dokumente.
Kinostart in Österreich ist/war der 10. September 2021.
Schmutzer und Girk waren zu diesem Zeitpunkt bereits verstorben. Schmutzer konnte den fertigen Film 2020 noch sehen.

## Auszeichnungen und Nominierungen
Bei der Berlinale 2020 war der Film für den Berlinale Dokumentarfilmpreis nominiert und erhielt dort eine lobende Erwähnung. Er kandidierte auch für den Panorama Publikumspreis.
Romyverleihung 2020
- Auszeichnung in der Kategorie Beste Kino-Doku[7]
- Auszeichnung in der Kategorie Beste Produktion Kinofilm

Diagonale 2021
- Auszeichnung mit dem Kodak Analog-Filmpreis (Tizza Covi und Rainer Frimmel)[8]
- Auszeichnung als bester Dokumentarfilm (Tizza Covi und Rainer Frimmel)[9][10]

Österreichischer Filmpreis 2022
- Auszeichnung in der Kategorie Bester Dokumentarfilm (Tizza Covi und Rainer Frimmel)